# Emily Garnier
Emily Jayne Garnier (Littleton, 25 luglio 1996) è una calciatrice statunitense, difensore del Chicago Stars.

## Carriera
Dal 2014 al 2017, affiancando il percorso di studi alla Colorado School of Mines di Golden, nello stato federale del Colorado, ha indossato la maglia delle Colorado Mines Orediggers, sezione di calcio femminile universitario dell'ateneo che disputava il campionato della Division II del National Collegiate Athletic Association (NCAA). Ha indossato la fascia di capitano nelle ultime due delle quattro stagioni giocate, ricevendo numerose menzioni e trofei personali, vincendo con la squadra tre titoli RMAC della stagione regolare, tre coppe del torneo RMAC e, in NCAA, disputando le Final Four 2014 ed Elite Eight 2016. Nel periodo libero dagli impegni scolastici ha giocato anche per il Real Colorado.
Nel gennaio 2019 Garnier giunse in Europa per la sua prima esperienza all'estero, sottoscrivendo un contratto con l'Empoli per giocare in Serie B, secondo livello del campionato italiano. A disposizione del tecnico Alessandro Pistolesi nel ruolo di difensore centrale, debuttò in campionato il 27 gennaio, alla 12ª giornata, nella sconfitta casalinga per 3-1 con il Fortitudo Mozzecane. La sua prima stagione con la squadra toscana si conclude col 2º posto in classifica, a 14 punti dall'Inter, risultato che garantì all'Empoli la promozione in Serie A. Rimase all'Empoli anche per la stagione successiva, condividendo con le compagne un buon campionato, terminato anzitempo a causa delle restrizioni legate alla pandemia di COVID-19, e che grazie all'8º posto consentì un'agevole salvezza. Nella stagione e mezza giocata con le toscane, Garnier ha collezionato complessivamente 22 presenze in campionato, equamente divise tra le due stagioni, alle quali si aggiungono le 2 presenze agli ottavi e all'andata dei quarti di finale di Coppa Italia.
Nell'estate 2020 l'Empoli avviò una profonda ristrutturazione dell'organico della squadra, con ben 10 giocatrici che non rinnovarono il contratto, tra le quali Garnier, che a inizio luglio firmò un contratto con le danesi del Fortuna Hjørring, campionesse in carica. Con la maglia del club della città dello Jutland Settentrionale Garnier ebbe modo di giocare per la prima volta nella UEFA Women's Champions League, giocando tutti i quattro incontri disputati dalla sua squadra prima dell'eliminazione agli ottavi di finale da parte del Barcellona, squadra che si aggiudicherà poi il trofeo. In Elitedivisionen, tra stagione regolare e seconda fase del campionato, ha collezionato 21 presenze e ha siglato il suo primo gol "europeo" nella vittoria sul KoldingQ alla quinta giornata.
Nel luglio 2021 il Napoli ha annunciato il suo trasferimento alla squadra partenopea e il suo ritorno in Italia. Dopo una sola stagione a Napoli, conclusasi con la retrocessione della squadra in Serie B, è tornata negli Stati Uniti, andando a giocare al Chicago Red Stars, squadra militante nella NWSL, massima divisione del campionato statunitense.

## Statistiche
Statistiche aggiornate al 14 maggio 2022.

### Presenze e reti nei club
| Stagione        | Squadra          | Campionato      | Campionato | Campionato | Coppe nazionali | Coppe nazionali | Coppe nazionali | Coppe continentali | Coppe continentali | Coppe continentali | Altre coppe | Altre coppe | Altre coppe | Totale | Totale |
| Stagione        | Squadra          | Comp            | Pres       | Reti       | Comp            | Pres            | Reti            | Comp               | Pres               | Reti               | Comp        | Pres        | Reti        | Pres   | Reti   |
| --------------- | ---------------- | --------------- | ---------- | ---------- | --------------- | --------------- | --------------- | ------------------ | ------------------ | ------------------ | ----------- | ----------- | ----------- | ------ | ------ |
| Da genn. 2019   | Empoli           | B               | 11         | 0          | CI              | -               | -               | -                  | -                  | -                  | -           | -           | -           | 11     | 0      |
| 2019-2020       | Empoli           | A               | 11         | 0          | CI              | 2               | 0               | -                  | -                  | -                  | -           | -           | -           | 13     | 0      |
| Totale Empoli   | Totale Empoli    | Totale Empoli   | 22         | 0          | -               | 2               | 0               | -                  | -                  | -                  | -           | -           | -           | 24     | 0      |
| 2020-2021       | Fortuna Hjørring | E               | 20         | 1          | CD              | ?               | ?               | UWCL               | 4                  | 0                  | -           | -           | -           | 24+    | 1+     |
| 2021-2022       | Napoli           | A               | 19         | 0          | CI              | -               | -               | -                  | -                  | -                  | -           | -           | -           | 19     | 0      |
| Totale carriera | Totale carriera  | Totale carriera | 61         | 1          | -               | 2+              | 0+              | -                  | 4                  | 0                  | -           | -           | -           | 67+    | 1+     |